# Монтескью-Фезансак, Анн-Пьер
Маркиз Анн-Пьер де Монтескью-Фезанзак (фр. Anne-Pierre de Montesquiou-Fézensac; 17 октября 1741, Париж — 30 декабря 1798, там же) — французский политический и военный деятель, писатель, член Французской академии.

## Биография
Принадлежал к старинному гасконскому роду, происходящему от средневековых властителей графства Фезансак. Отец великого камергера (должность) императора Наполеона Пьера де Монтескью-Фезенсака (1764—1834), дед адъютанта императора Наполеона во время похода в Россию в 1812 году Анатоля де Монтескью-Фезенсака (1788—1878), прапрадед Робера де Монтескью-Фезенсака (1855—1921), одного из двух основных прототипов барона де Шарлю в цикле романов Марселя Пруста «В поисках утраченного времени».
В Учредительном собрании он одним из первых из среды дворянства присоединился к третьему сословию; занимался главным образом финансовыми вопросами и был членом комиссии о бумажных деньгах. Получив начальство над Южной армией, в 1792 году вступил в Савойю и покорил её.
Отрешённый от должности декретом Конвента, Монтескью-Фезансак был обвинён в компрометировании достоинства Республики переговорами с женевскими властями относительно удаления швейцарских войск. Тогда он уехал в Цюрихский кантон и жил там до 9 термидора.
Написал «Du gouvernement des finances de France, d’après les lois constitutionnelles» (1797) и «Coup d’œil sur la révolution française».